# 2405-ös mellékút (Magyarország)
A 2405-ös számú mellékút egy bő négy kilométeres hosszúságú, négy számjegyű mellékút Heves vármegye és Nógrád vármegye határvidékén, a Mátra nyugati szélén.

## Nyomvonala
Jobbágyi területén indul, ahol körforgalmú csomópontban ágazik ki a 21-es főútból, annak 18+400-as kilométer-szelvényénél; ugyanoda torkollik be nyugat felől a 2129-es út, így a 2405-ös lényegében annak egyenes folytatása. A Hatvan–Somoskőújfalu-vasútvonal útátjárója (Jobbágyi megállóhely) után Kisjobbágyi településrészen délre fordul a 24 103-as számú mellékút csomópontjában. [A 24 103-as út az egykori jobbágyi „csokoládégyár”, a 7405. számú titkos fegyver- és lőszergyár objektumának déli bejáratáig vezet, és a jelenleg is zárt honvédségi objektumon keresztül Szurdokpüspökiig húzódik.]
Kisjobbágyit elhagyva az út hamarosan átlép Apc közigazgatási területére és egyben Heves vármegyébe, a települést nagyjából 3 kilométer után éri el. A 2404-es útba betorkollva ér véget, annak pontosan a 2. kilométerénél, az országos közutak térképes nyilvántartását szolgáló kira.gov.hu adatbázisa szerint 4,488 kilométer megtétele után.